# 伊斯蘭教聖書
穆斯林相信伊斯蘭教聖書是真主的著作，祂在人類的歷史長河裡把這些聖書傳授給多位先知。穆斯林認為這些聖書是真主頒佈給人類遵守的準則和法律。
伊斯蘭教主張真主首先通過穆薩（摩西）及爾撒（耶穌）與猶太人和基督徒立下契約，最後通過穆罕默德與穆斯林立約。穆斯林認為真主透過《古蘭經》傳授給他們的訊息完美無暇，而對於先前降示予猶太人及基督徒的聖書在伊斯蘭信仰中的地位則存在爭議。
不過，伊斯蘭教主張穆斯林必須尊重所有聖書，否則就稱不上是穆斯林。《古蘭經》提到的這些經書分別是易卜拉欣（亞伯拉罕）所得的卷軸、穆薩（摩西）所得的《討拉特》、達伍德（大衛王）的《宰逋爾》（《詩篇》）、爾撒（耶穌）所得的《引支勒》（《福音書》）及《古蘭經》自身。

## 主要聖書
《古蘭經》點名提到在《古蘭經》現世之前的伊斯蘭教經書至少有三本：
- 《討拉特》：根據《古蘭經》的記載，穆薩得到了《討拉特》的啟示[3]。穆斯林認為穆薩通過《討拉特》獲得真主的言語[4]。穆薩用《討拉特》向以色列人傳道，讓他們信奉上主[5]。《古蘭經》又暗示《討拉特》是最早被人採用的經書，並告誡人們不要改動經書的內容[6]。

- 《宰逋爾》：《古蘭經》裡提到的《宰逋爾》是指大衛王所得的《詩篇》[7]。《詩篇》是讚美及崇拜上帝的聖歌，《古蘭經》提到《宰逋爾》是真主送給大衛王的禮物，並指真主在《宰逋爾》裡寫道「大地必為我的善僕繼承」，呼應希伯來聖經的經文[8]。

- 《引支勒》：根據《古蘭經》，《引支勒》是爾撒（耶穌）所得的聖書，相當於基督教的《福音書》。不過，大多數穆斯林認為不可將《古蘭經》所載真主向爾撒啟示的《引支勒》與現時基督徒信奉的《新約聖經》或《四福音書》相等同。[9]

## 其他經書
《古蘭經》提到另外兩部卷軸和一部經書：
- 易卜拉欣卷軸（英语：Scrolls of Abraham）：根據《古蘭經》，它是最早的經書之一，賜予易卜拉欣[10]。阿拉伯語裡的易卜拉欣卷軸當中的卷軸（Ṣuḥuf）是指頁面，被翻譯成卷軸或書[11][12][13]。

- 《葉哈雅之書》：葉哈雅就是聖若翰洗者在伊斯蘭教裡的名稱，受曼達安教教徒及拜星教教徒的尊崇，《古蘭經》裡亦有暗指《葉哈雅之書》[14]。

- 穆薩卷軸（英语：Scrolls of Moses）：與易卜拉欣卷軸一樣，《古蘭經》把穆薩卷軸形容為是最早的經書[10]。